# Стинчень (комуна)
Стинчень, Стинчені (рум. Stânceni) — комуна у повіті Муреш в Румунії. До складу комуни входять такі села (дані про населення за 2002 рік):
- Мештера (457 осіб)
- Стинчень (766 осіб) — адміністративний центр комуни
- Чоботань (324 особи)

Комуна розташована на відстані 288 км на північ від Бухареста, 69 км на північний схід від Тиргу-Муреша, 126 км на схід від Клуж-Напоки, 147 км на північ від Брашова.

## Населення
За даними перепису населення 2002 року у комуні проживали 1547 осіб.
Національний склад населення комуни:
| Національність            | Кількість осіб | Відсоток |
| ------------------------- | -------------- | -------- |
| румуни                    | 1273           | 82,3%    |
| угорці                    | 269            | 17,4%    |
| цигани                    | 1              | 0,1%     |
| не вказали національність | 2              | 0,1%     |

Рідною мовою назвали:
| Мова      | Кількість осіб | Відсоток |
| --------- | -------------- | -------- |
| румунська | 1289           | 83,3%    |
| угорська  | 256            | 16,5%    |

Склад населення комуни за віросповіданням:
| Релігія            | Кількість осіб | Відсоток |
| ------------------ | -------------- | -------- |
| православні        | 1224           | 79,1%    |
| римо-католики      | 234            | 15,1%    |
| адвентисти         | 23             | 1,5%     |
| реформати          | 22             | 1,4%     |
| баптисти           | 10             | 0,6%     |
| греко-католики     | 5              | 0,3%     |
| п'ятдесятники      | 3              | 0,2%     |
| унітарії           | 1              | 0,1%     |
| не вказали релігію | 3              | 0,2%     |